# Зупинимо ісламізацію Норвегії

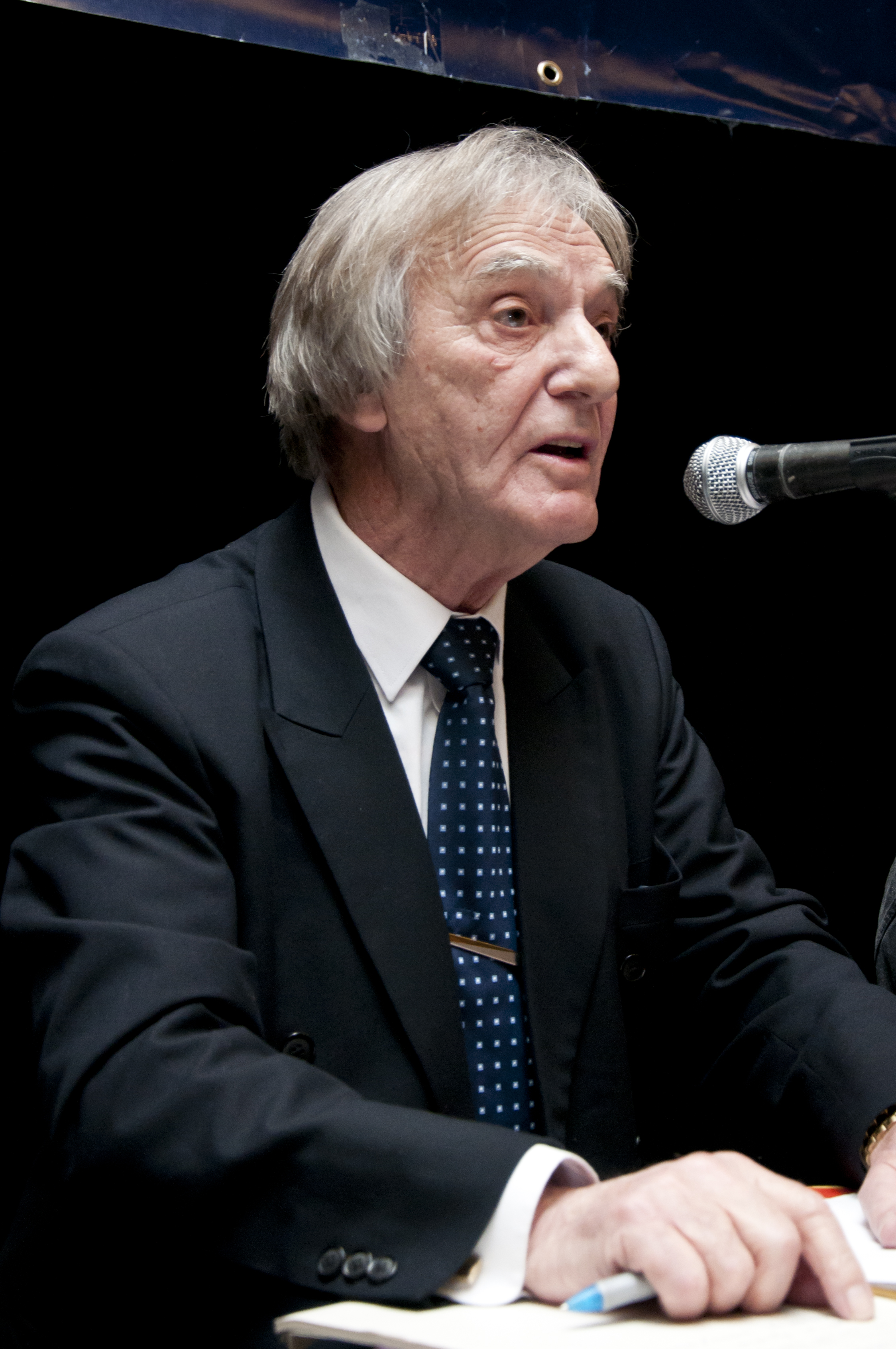
Арне Тумир (Arne Tumyr), лідер SIAN, на дебатах студентського товариства в Бергені у 2012 році.

Зупинимо ісламізацію Норвегії (норв. Stopp islamiseringen av Norge; SIAN), раніше — Форум проти ісламізації (норв. Forum mot islamisering; FOMI) — норвезька антиісламська організація, що була заснована у 2008 році. Декларативною метою організації є протидія ісламу в Норвегії, оскільки SIAN визнає його таким, що має тоталітарну політичну ідеологію, що порушує конституцію Норвегії, а також демократичні та загальнолюдські цінності. Організація має декілька тисяч прихильників, її лідером є Арне Тумир.